# Mapamundi de Virga

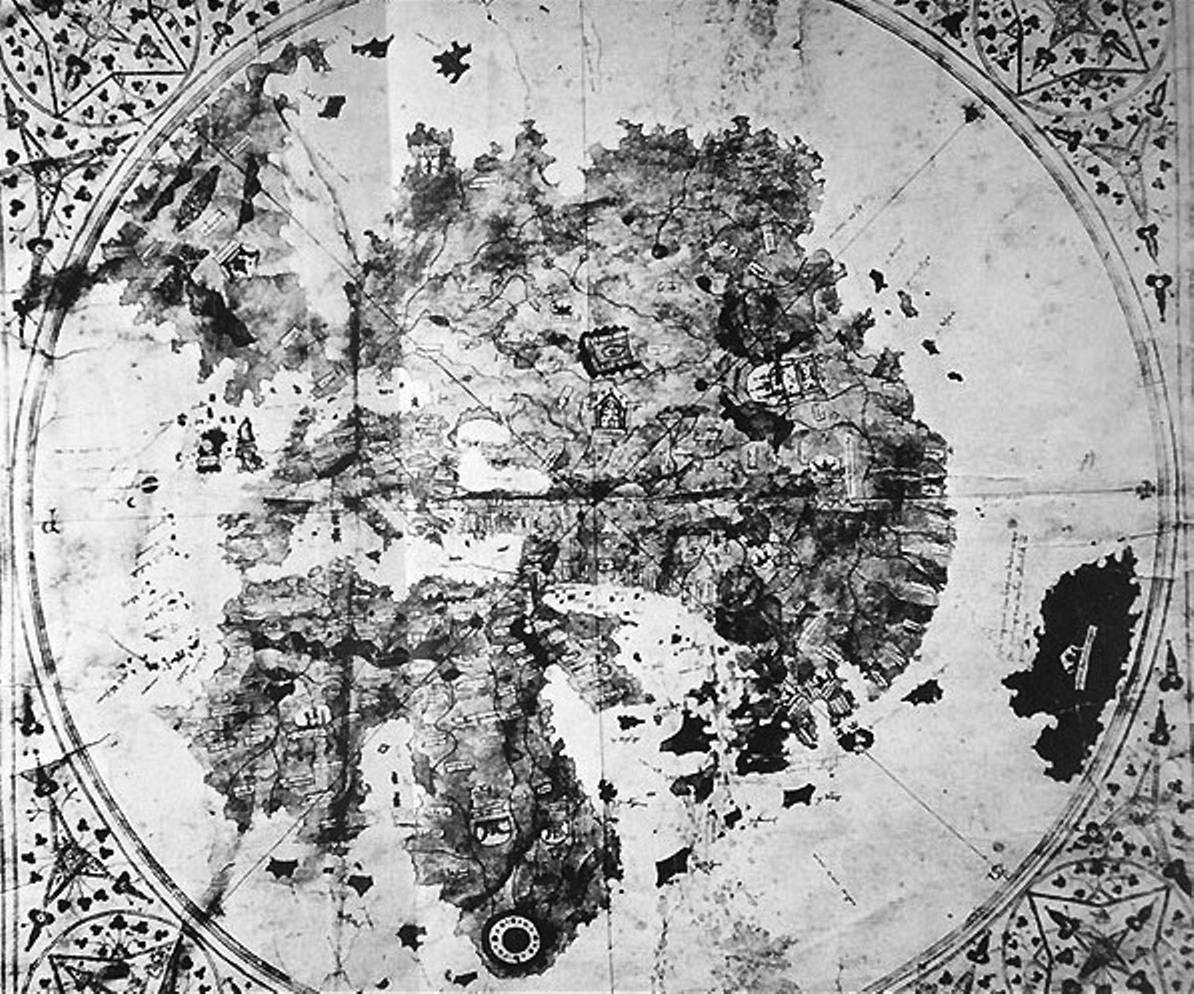
El mapamundi de Virga (1411-1415).

El mapamundi de Virga fue hecho por el cartógrafo Albertino de Virga en Venecia, entre 1411 y 1415. Este mapa contiene una nota en letras pequeñas:
"A. 141.. Albertin diuirga me fecit in vinexia"
"Fecho por Albertinius de Virga en Venecia en 141.."
(el último número del año fue borrado por un pliegue) 
Albertino de Virga, veneciano, es también conocido por un mapa del Mediterráneo dibujado en 1409, también en Venecia.

## Estructura

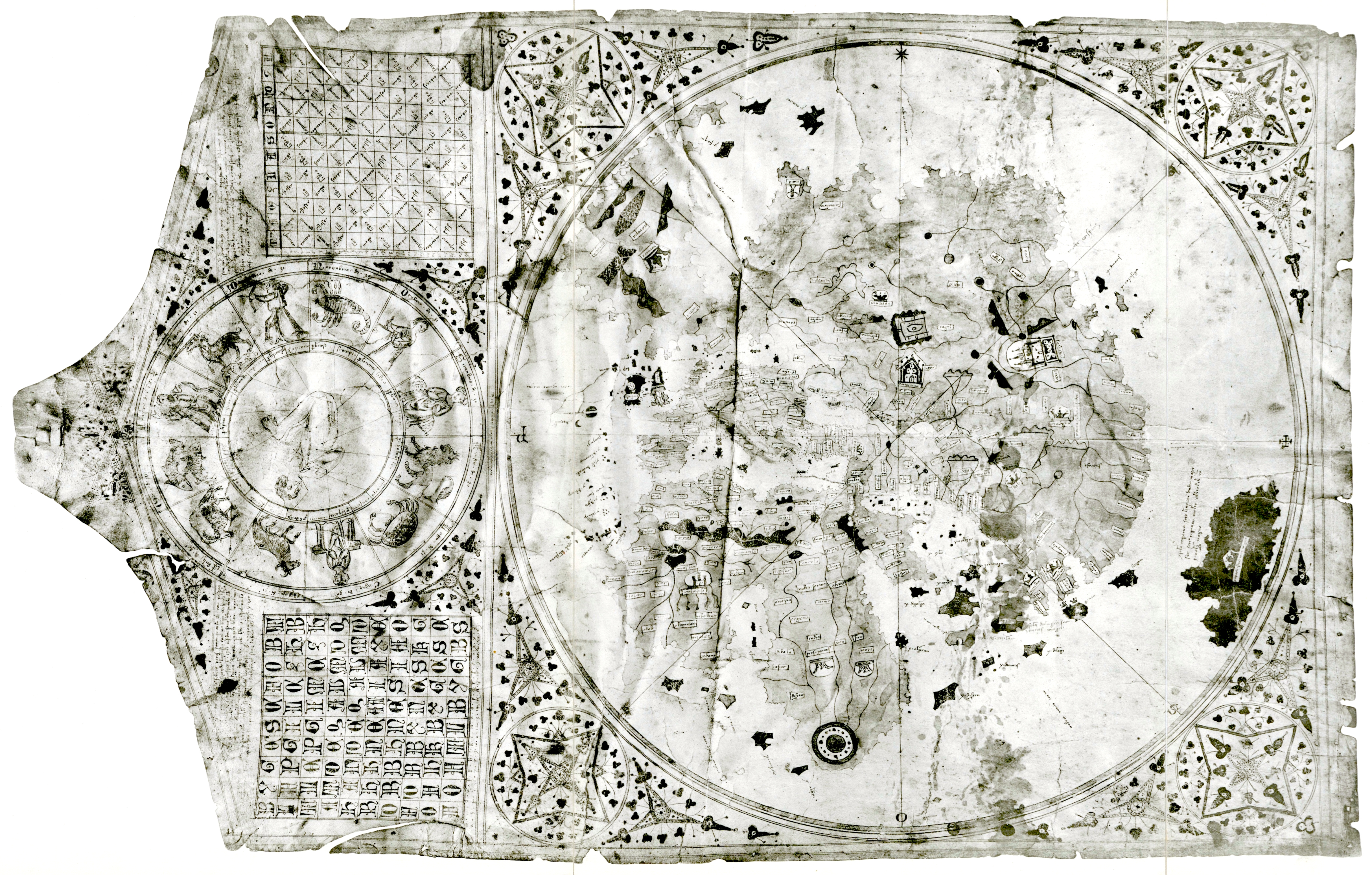
El mapa completo con las tablas.

El mapa es circular con un diámetro de 410 mm. Está dibujado en un pedazo de pergamino de 696 x 440 mm, que también incluye un calendario y dos tablas, una para el calcular de las fases de la luna y la otra la fecha de Pascua.
El mapa está orientado hacia el norte, con una rosa de los vientos centrada en Asia central, posiblemente el observatorio de Ulugh Beg en la ciudad mongola de Samarcanda, en Uzbekistán o la orilla occidental del mar Caspio. La rosa de los vientos divide el mapa en ocho sectores.
Es un mapa coloreado: los mares se dejan en blanco, aunque el Mar Rojo es de color rojo. Los continentes son amarillos y varios colores se utilizan para las islas. Las montañas son de color marrón, los lagos son de color azul y los ríos son de color castaño.
La extensión muestra un calendario con las representaciones de los signos del zodíaco y una tabla para calcular la posición lunar.
El mapa está en general en consonancia con el Mapamundi de Fra Mauro, de 1457 y también muestra el contorno del Cabo de Buena Esperanza, el cual actualmente puede verse en Venecia.

## Regiones
El océano que rodea a la masa continental lleva la leyenda Mari Oziano Magno.
Jerusalén está indicado (Jordan y Gorlan), aunque no en el centro del mapa. Los tres continentes están representados con bastante claridad, y etiquetados como "Europa", "Africa" y "Axia". El Océano Índico contiene muchas islas de color, en un estilo que recuerda a los mapas árabes.
Océano Atlántico
Las islas Canarias y las Azores se representan, mostrando una influencia de los mapas náuticos genoveses y catalanes.
África
África contiene representaciones del Montes Atlas y del río Nilo, con mención del territorio del Preste Juan (Pre. Joanes) en Etiopía.
El Jardín del Edén se representa en el extremo sur de África con el símbolo de dos anillos concéntricos, de la que emergen los cuatro ríos mencionados en el Génesis.
Asia
Los lugares descritos en Asia son consistentes con la denominación mongola: una corona con los nombres Medru, Calcar y Monza sede di sedre (el "Mangi" de China) y Bogar Tartarorum ("la Gran Bulgaria" y la "Horda de Oro"). En el emplazamiento de Karakorum las fortificaciones se representan, con la mención Mogol. Los nombres que figuran para los ríos y los de las ciudades chinas son los tomados de Marco Polo.
Las costas del Océano Índico muestran los reinos de Mimdar y Madar (¿Malabar?) y de incluye a Sri Lanka con la mención Ysola d alegro suczimcas magna. Una gran isla en el Océano Índico etiqueta "Caparú SIVE Java magna" posiblemente combina las descripciones de Marco Polo de Java y Japón (Cipangu). La parte norte de Australia parece estar representada desde Bahía Courier hacia el oeste hasta el Golfo de Carpentaria
Europa
En el norte de Europa se mencionan varios lugares, tales como Ogama, Goga (Gog y Magog), Rotenia (Rusia), Naia, Samolica y una península o promitorio mostrando el extremo sur de Norveca Noruega. Islandia / Thule no se nombra en el mapa, pero al noroeste de la masa continental del mapa podría estar representada Groenlandia y quizá la costa noreste de América.

## Historia del mapa
El mapa fue redescubierto en una librería de segunda mano en 1911, en Srebrenica, Bosnia, por Albert Figdor, un coleccionista. Figdor murió 1928 en Viena. El mapa fue analizado por el profesor Doctor Franz Von Weiser, de la Universidad de Viena. Fotografías autenticadas fueron tomadas y están hoy en la Biblioteca Británica.
Generalmente se considera que este mapa fue robado durante una subasta en 1932, y nunca ha sido recuperado.